# Gold Coast Convention and Exhibition Centre
Das Gold Coast Convention and Exhibition Centre ist eine Multifunktionsarena am 2684–2690 Gold Coast Highway in Broadbeach, im australischen Bundesstaat Queensland.